# شهرستان کلیر (میشیگان)
شهرستان کلیر، میشیگان (به انگلیسی: Clare County, Michigan) یک سکونتگاه مسکونی در ایالات متحده آمریکا است که در میشیگان واقع شده‌است.